# 斯杜·恩戈
斯杜·恩戈（英語：Stu Ungar，1953年9月8日—1998年11月22日），职业扑克、金罗美选手，被许多人认为是有史以来最伟大的德州扑克与金罗美选手。他是仅有的两个三度获得世界扑克大赛主赛事冠军的牌手之一（另一个为约翰尼·莫斯），也是唯一一个三度获得扑克超级碗（ Super Bowl of Poker）的牌手。
恩戈出生在纽约的犹太家庭，幼年时便已接触纸牌游戏，14岁时成为职业选手，当时以玩金罗美为主。他很快便表现出了很高的天赋，成为纽约最好的金罗美选手之一。其后来到拉斯维加斯，继续保持出色的战绩。后来其他牌手因他过于强大不愿与他交战，于是他选择转战扑克。此前他玩的是梭哈，后来改为德州扑克。
1980年，他第二次参加的德州扑克比赛便是世界扑克大赛主赛事，比赛中他战胜前世界冠军多伊尔·布朗森从而第一次获得了世界扑克大赛金镯。次年他又再次得到主赛事冠军。然而赛场外他则因为沾染毒品而身体日渐虚弱，财产也逐挥霍。1990年世界扑克大赛他靠比利·巴克斯（Billy Baxter）出钱才得以参加比赛，比赛中他在领先的大好形势下因吸食毒品导致被送入医院从而错过了后面的比赛。后来恩戈向那年冠军得主曼苏尔∙迈特楼比发出挑战进行一对一对战，他在落后的情况下最终以6万对4万反败为胜。
此后他又将资产挥霍一空，连续几年未能参加世界扑克大赛，直到1997年才再度靠比利·巴克斯的资助得以出战。最终，他第三次获得世界扑克大赛主赛事冠军。次年他因身体原因放弃了世界扑克大赛，同年12月便因心脏病在拉斯维加斯去世。